# Filadelfiska Societén
Filadelfiska Societén var Sveriges första friförsamling och startades i Stockholm 1734 av adelsmannen och radikalpietisten Carl Michael von Strokirch.

## Boendegemenskap
Dess tiotal medlemmar bodde alla tillsammans, med gemensam ekonomi, i det s.k Mommas hus (Reenstiernska palatset) på Wollmar Yxkullsgatan på Söder. Församlingen hade djärvheten att starta mitt under det att rättegången mot Gråkoltarna, en liknande grupp, pågick. Till motto hade man Psaltarens psalm 133 (i Karl XII:s Bibel):
Välsignelsen av de frommas brödragemenskap.

Si, huru godt och lustigt är det, 

at bröder bo endräkteliga tilsammans.

Såsom kosteligit balsam är, 

det af Aarons hufwud flyter neder i allt hans skägg, 

det nederflyter uppå hans kläder. 

Såsom Hermons dagg, och den på Sions berg nederfaller; 

ty der sammastäds låfwar Herren wälsignelse och lif til ewig tid. 

 
och som förebild de första kristna i Jerusalem, som de skildras i Apostlagärningarna.
Församlingen tillämpade inga ceremonier, utan var och en hade frihet att tala, bedja eller läsa ur Guds ord, när helst "Anden föll på". Profetians gåva var i verksamhet.

## Sven Rosén blir ledare
1735 blev Sven Rosén, tidigare medlem i Gråkoltarna, församlingens ledare, vilket medförde att den blev centralpunkten för hela den radikalpietistiska väckelsen i Sverige. Från församlingen utgick nu en omfattande korrespondens med pietisterna i landet. Skarans medlemsantal ökades till femton fasta boende, medan besökare och med församlingen sympatiserande kan antas ha varit många fler.

## Rättegång och upplösning
Redan 1736 inleddes dock en ny rättegång i Stockholm, nu mot denna Filadelfiska Societé. Församlingen hade under året haft en blomstrande verksamhet. Orsaken till rättegången var dels att man låtit trycka och sprida förbjuden pietistisk litteratur, dels att man överträdde konventikelplakatets förordning (som sade att bara familjemedlemmar fick fira gudstjänst tillsammans i hemmen).
Rättegången blev utdragen och pågick i fem år, och kunde inte leda till annat än att församlingen upplöstes. Två av dess medlemmar dömdes till långvariga fängelsestraff, varav en skomakare vid namn Simon Öman fick sitta fängslad i 22 år. För Sven Roséns del blev straffet landsförvisning, verkställd 1741. Strokirch, som ofta befann sig på resa ute i landet, hade undgått rättegången.

## Efterföljare
Trots att denna första friförsamling snabbt upplöstes, fick den flera efterföljare, bl. a. det s.k Skevikska samfundet (Skevikarna, eller Främlingarna som de kallade sig själva), som 1746 på gården Skevik på Värmdö bildade en liknande sammanslutning med egendomsgemenskap, vadmalsklädsel, etc. 1745 växte det också fram en radikalpietistisk husförsamlingsgemenskap i grannskapet till Danvikens hospital i Nacka. Allt som allt tror man att det vid denna tid fanns omkring 700 radikalpietister i Stockholm.

## Mommas hus
Mommas hus finns kvar idag och har en fin minnesplakett på framsidan. Plaketten säger dock inget om att "Filadelfiska Societén" en gång hyrde första våningen där.